# Free Soul
Free Soul (フリー・ソウル, Furī Sōru) est un manga yuri écrit et dessiné par Ebine Yamaji.

## Synopsis
Keito Nagai, jeune mangaka, part de chez sa mère et se fait recueillir par Rui Take'uchi, une artiste de plus de 80 ans. Cette dernière a aussi à son service un jeune homme, Sumihiko. Par son travail chez un disquaire, Keito croisera la séduisante et mystérieuse Niki, dont elle tombera amoureuse. Au point de demander son adresse à une autre jeune fille.
Dans le manga apparaissent des extraits du manga de Keito, autour du personnage d'Angie, une chanteuse noire elle aussi lesbienne.

## Tankōbon
La série est reliée en un volume, publié par Shōdensha au japon le 7 août 2004 puis dans la collection Asuka en France en 28 avril 2005.
| no | Japonais       | Japonais      | Français       | Français      |
| no | Date de sortie | ISBN          | Date de sortie | ISBN          |
| -- | -------------- | ------------- | -------------- | ------------- |
| 1  | 7 août 2004    | 4-39676-338-7 | 28 avril 2005  | 2-84965-054-4 |